# Grotesque (The X-Files)
«Grotesque» es el decimocuarto episodio de la tercera temporada de la serie de televisión de ciencia ficción The X-Files y el episodio 63 de la serie en general. Se estrenó en la cadena Fox de Estados Unidos el 2 de febrero de 1996. Fue escrito por Howard Gordon y dirigido por Kim Manners. El episodio es una historia del «monstruo de la semana», desconectada de la mitología más amplia de la serie. «Grotesque» obtuvo una calificación Nielsen de 11,6, siendo visto por 18,32 millones de personas en su emisión inicial. El episodio recibió críticas en su mayoría positivas de los críticos de televisión.
El programa se centra en los agentes especiales del FBI Fox Mulder (David Duchovny) y Dana Scully (Gillian Anderson) que trabajan en casos relacionados con lo paranormal, llamados expedientes X. Mulder cree en lo paranormal, mientras que a la escéptica Scully se le ha asignado la tarea de desacreditar su trabajo. En este episodio, Mulder y Scully investigan a un asesino en serie que afirma que un espíritu de gárgola cometió los crímenes. Cuando Mulder se une al caso, su obsesión por resolverlo hace que Scully cuestione su cordura.
Gordon se inspiró para escribir el episodio después de caminar por las calles de Nueva York y ver varias gárgolas de piedra en la esquina, mirándolos fijamente. Gordon desarrolló el concepto con el creador de la serie Chris Carter, quien sugirió agregar más aspectos psicológicos al episodio. Originalmente, se planeó filmar la apertura en un hospital católico, pero la toma fue reubicada en el sitio de una histórica oficina de correos después de que surgieron preocupaciones acerca de colocar una gárgola falsa en el edificio.

## Argumento
En la Universidad George Washington, un grupo de artistas dibuja un modelo masculino desnudo. Sin embargo, uno de los artistas, John Mostow (Levani Outchaneichvili), dibuja una criatura demoníaca en el lugar del modelo. Mientras usa un cuchillo para afilar su lápiz, se corta la mano y mancha el dibujo con sangre. Cuando el modelo llega a su automóvil después de la sesión, es atacado y asesinado por un asaltante oculto. A la mañana siguiente, Mostow es arrestado en su apartamento por un grupo de trabajo del FBI dirigido por el agente Bill Patterson (Kurtwood Smith), quien encuentra el cuchillo utilitario usado en el asesinato cubierto de sangre.
Mostow, un inmigrante de Uzbekistán con un historial de internamiento involuntario, está acusado de matar a siete hombres mutilando sus rostros. Los agentes Fox Mulder (David Duchovny) y Dana Scully (Gillian Anderson) se involucran en la investigación cuando Mostow insiste en que estuvo poseído durante los asesinatos; sus afirmaciones tienen credibilidad cuando se produce otro asesinato después de su arresto. Mostow dibuja una gárgola y afirma que esta lo hizo matar. Los agentes se reúnen con Patterson, quien lleva tres años trabajando en el caso. Mulder conoce a Patterson por su tiempo en la Unidad de Apoyo a la Investigación en Quantico. Su relación es tensa y Patterson se muestra escéptico ante las teorías de Mulder. Mulder y Scully van al estudio de Mostow y descubren una habitación oculta llena de esculturas de gárgolas, encontrando cadáveres dentro de ellas.
Un soplador de vidrio es atacado y hospitalizado. Nemhauser (Greg Thirloway), otro agente del caso, le dice a Scully que Patterson fue el responsable de que Mulder fuera asignado a la investigación y que, después de todo, puede que lo admire. Patterson encuentra a Mulder en la biblioteca estudiando gárgolas, expresando su decepción hacia él. Scully va al apartamento de Mulder y lo encuentra cubierto de dibujos de gárgolas. Mulder, después de haber esculpido una gárgola en el estudio de Mostow antes de quedarse dormido, se despierta y encuentra una figura con una cara de gárgola de pie sobre él; lo persigue, pero es atacado y le cortan la cara con un cuchillo. Mulder se niega a explicarle a Scully por qué estaba en el estudio. Scully se enfrenta a Patterson, quien le dice que no intente evitar que Mulder haga lo que está haciendo, porque no podrá hacerlo. Mulder nuevamente va a ver a Mostow nuevamente, quien se niega a divulgar cómo encontrar a la criatura que lo atacó.
Scully encuentra un cuchillo multiusos desmontado en la última escena del crimen con las huellas de Mulder y descubre que el arma homicida no se encuentra en la sala de pruebas. Se encuentra con el subdirector Walter Skinner (Mitch Pileggi), quien también está preocupado por el comportamiento de Mulder. Mulder tiene una pesadilla en la que lo ataca una gárgola que en realidad es él mismo. Se despierta y va de nuevo al estudio de Mostow, encontrando un brazo amputado. Scully recibe un mensaje para llamar a Nemhauser, pero Mulder contesta su teléfono y niega haber tomado el cuchillo. Mulder busca en el estudio de Mostow y encuentra el cuerpo de Nemhauser dentro de una nueva escultura. Luego, Mulder se enfrenta a Patterson, quien no sabe cómo llegó al estudio. Mulder luego deduce que Patterson es el asesino, basándose en su obsesión de tres años con Mostow y su pedido de que Mulder investigue el caso. Mulder lo confronta, pero Patterson huye cuando llega Scully. Mulder lo persigue y pelean, pero Mulder percibe a Patterson como una gárgola demoníaca. Patterson recibe un disparo y es detenido.
En la última escena, Patterson está presionado contra los barrotes de su celda, gritando y suplicando que es inocente, mientras la cámara enfoca una gárgola dibujada en sangre en la pared de su celda. Al principio del episodio, Mulder le dijo a Scully que él y Patterson no estaban de acuerdo sobre la mejor manera de investigar los asesinatos en serie, y Patterson siempre trató de empatizar con el sospechoso, imaginándose a sí mismo en el lugar del asesino. La narración final de Mulder concluye que fue esto lo que eventualmente volvió loco a Patterson, pero Mulder no puede explicar lo que vio mientras peleaba con Patterson.

## Producción

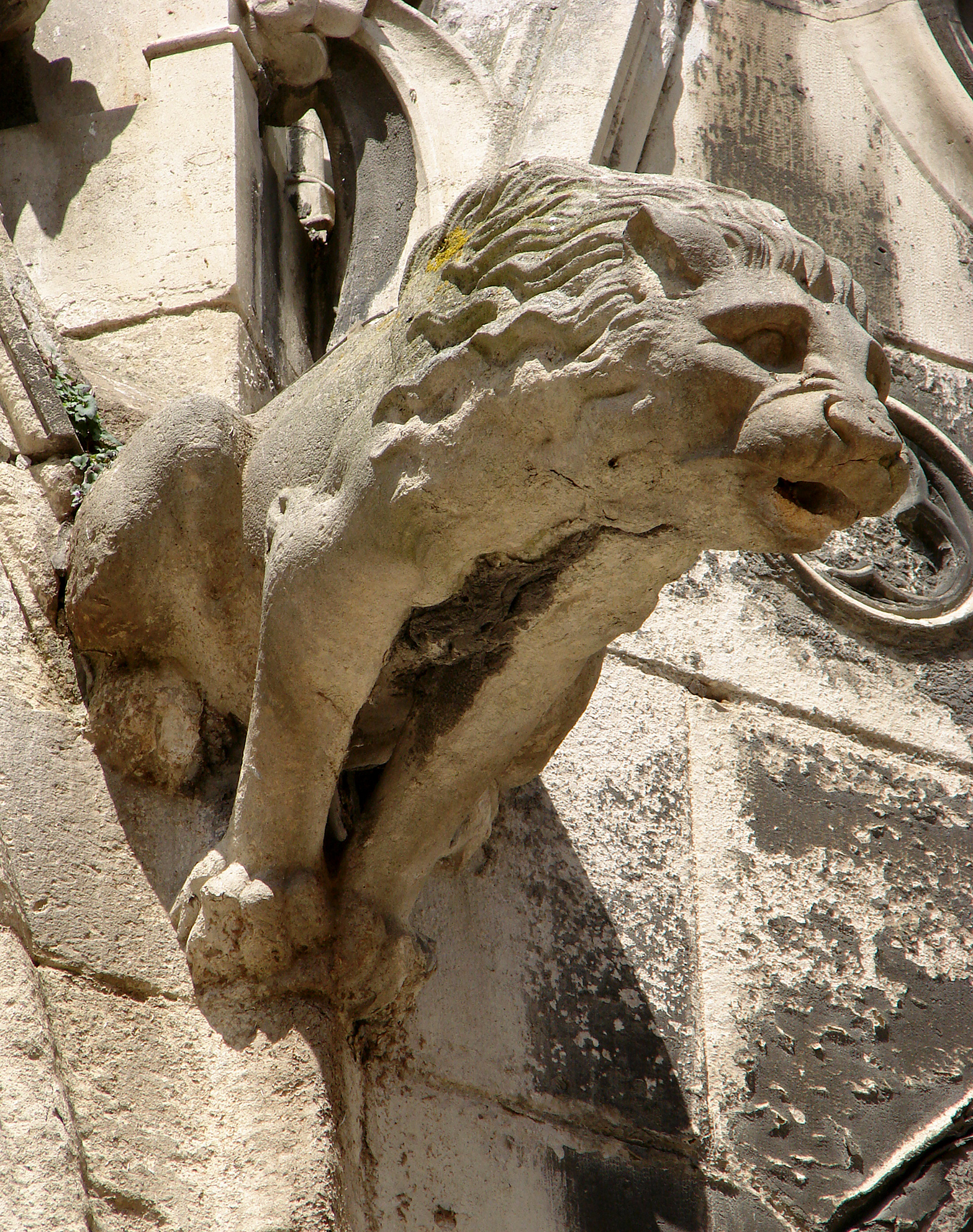
Howard Gordon se inspiró para escribir el guion del episodio después de ver una gárgola de piedra.

«Grotesque» fue escrito por Howard Gordon, quien concibió la historia principal después de que notó gárgolas de piedra en una esquina de una calle de Nueva York por la que caminaba. La inquietud del suceso llevó a Gordon a desarrollar una historia sobre la posesión por un espíritu de gárgola. Escribió un borrador del guion para el episodio, pero el fin de semana antes de que comenzara la producción, tuvo que reelaborar el episodio por completo con la ayuda del creador de la serie Chris Carter. Durante esos pocos días, los dos revisaron el guion para agregar más aspectos psicológicos al episodio. Gordon estaba «muy orgulloso» del producto final.
Los productores originalmente planeaban filmar la escena de apertura en un hospital católico, pero el hospital en el que estaban interesados no quería colocar una gárgola falsa en el edificio. Por lo tanto, la toma se trasladó a Heritage Hall, un edificio que en el pasado había sido tanto una oficina de correos como una oficina de la Real Policía Montada de Canadá. En el último minuto antes de filmar, los trabajadores de la ciudad comenzaron a destrozar una acera en el mismo lugar donde los productores planeaban filmar la escena; esto causó pánico entre los productores, pero el equipo de construcción aseguró al programa que la construcción se completaría antes de la hora programada de rodaje del programa, que de hecho fue así, con solo dos horas de sobra. Se filmaron tomas exteriores adicionales en un callejón cerca de Bonanza Meat Market, cuyas paredes fueron pintadas para que coincidan con las de Heritage Hall.
El episodio fue dirigido por Kim Manners, quien lo citó como su episodio favorito de la tercera temporada y elogió la actuación de David Duchovny en este episodio, diciendo «Duchovny se dirigió él mismo, y estuvo brillante en ese sentido». Manners también. dijo sobre el episodio: «Creo que “Grotesque” es un episodio aterrador. Creo que es un episodio perturbador, y creo que por eso, para mí, es un episodio tan bueno. Lo logramos haciendo que el espectador se sintiera incómodo. Incluso me pareció un programa difícil de ver. Sí, era una hora bastante oscura de televisión y me gustaría hacer más de eso». Para inspirarse, Manners puso la banda sonora de la película Jacob's Ladder (1990) varias veces hasta que su esposa «finalmente preguntó: “¿Tenemos que escuchar ese (pitido) CD de nuevo?”». Manners también teorizó que este episodio pudo haber inspirado a Carter cuando finalmente desarrolló el programa Millennium, que se estrenó en Fox en la siguiente temporada de televisión.

## Recepción
«Grotesque» se estrenó en la cadena Fox en Estados Unidos el 2 de febrero de 1996. Este episodio obtuvo una calificación Nielsen de 11,6, con una participación de 18, lo que significa que aproximadamente el 11,6 por ciento de todos los hogares equipados con televisión y el 18 por ciento de los hogares que veían televisión estaban sintonizados en el episodio. Esto totalizó 18,32 millones de espectadores. El episodio tuvo la tercera audiencia más alta de la tercera temporada.

### Reseñas
«Grotesque» recibió críticas en su mayoría positivas de los críticos. La revisora Emily VanDerWerff de The A.V. Club le dio al episodio una A− y señaló que si bien el episodio es «pesado y pretencioso», este aspecto de la entrada lo convierte en «un beneficio». VanDerWerff escribió: «Aquí está la cosa: “Grotesque” es absolutamente [...] serio, tanto como temía que fuera. También, sin duda, funciona. La razón por la que funciona es muy simple: da bastante miedo». John Keegan de Critical Myth le dio al episodio una crítica muy positiva, otorgándole un 8 sobre 10. Señaló: «En general, este es un esfuerzo sólido de Howard Gordon. Es bueno ver algunos de los métodos que le valieron a Mulder su apodo, y la dinámica subyacente entre Mulder y Scully está muy bien interpretada. La premisa central es lo suficientemente vaga como para caer dentro de los confines de lo inusual, si no necesariamente paranormal, y la cinematografía de apoyo y la partitura están a la altura de la ocasión». Robert Shearman y Lars Pearson, en su libro Wanting to Believe: A Critical Guide to The X-Files, Millennium & The Lone Gunmen, calificaron el episodio con cinco estrellas de cinco, y elogiaron los temas del episodio, escribiendo que, «“Grotesque” ciertamente sorprende, y conmociona, e incluso atemoriza, esto es lo más cercano que tiene The X-Files a mirar fijamente a la cara de la locura». Además, Shearman y Pearson elogiaron la actuación de Duchovny, calificándola como «su mejor actuación vista hasta ahora en la serie». Paula Vitaris de Cinefantastique le dio al episodio una crítica positiva y le otorgó tres estrellas y media de cuatro. Se refirió al episodio como «uno de los más oscuros [del programa]» y lo llamó «un triunfo para el director Manners, el director de fotografía Bartley y el departamento de arte de The X-Files». Vitaris, sin embargo, fue crítico con el monólogo de cierre del episodio, señalando que «[Mulder] explica lo que la cámara está diciendo cien veces más eficazmente con su toma final de una pareja de gárgolas». Jonathan Dunn, escribiendo para What Culture, describió «Grotesque» como un «Un momento psicológico profundo, oscuro y retorcido de The X-Files que me encanta» y lo incluyó en la lista de «5 episodios [de The X-Files] que podrían convertirse en películas».
No todas las críticas fueron positivas. El autor Phil Farrand fue crítico con el episodio, calificándolo como su cuarto episodio menos favorito de las primeras cuatro temporadas en su libro The Nitpickers Guide to the X-Files. Entertainment Weekly le dio a «Grotesque» una D, etiquetándolo como «pesado, oblicuo y presentando uno de los siempre molestos resúmenes de soliloquio de Mulder».

### Premio
«Grotesque» ganó un premio Emmy de la Academia de Artes y Ciencias de la Televisión a Mejor cinematografía - Serie.